# Da Ilha
Da Ilha é um bairro angolano que pertencente ao município de Ingombota, na província de Luanda.
Corresponde ao território da Ilha de Luanda.